# Cephalopholis sexmaculata
Cephalopholis sexmaculata là một loài cá biển thuộc chi Cephalopholis trong họ Cá mú. Loài này được mô tả lần đầu tiên vào năm 1830.

## Từ nguyên
Từ định danh được ghép bởi hai âm tiết trong tiếng Latinh: sex ("sáu") và maculatus ("đốm"), hàm ý đề cập đến 6 vệt đen lớn trên lưng của loài cá này (4 vệt đầu tiên lan rộng lên gốc vây lưng, 2 vệt cuối nhỏ hơn trên cuống đuôi).

## Phạm vi phân bố và môi trường sống
C. sexmaculata có phân bố rộng rãi ở khu vực Ấn Độ Dương - Thái Bình Dương, từ Biển Đỏ dọc theo bờ biển Đông Phi trải dài về phía đông đến quần đảo Marquises và quần đảo Société (Polynésie thuộc Pháp), ngược lên phía bắc đến Nam Nhật Bản, giới hạn phía nam đến đảo Lord Howe (Úc). Ở Việt Nam, C. sexmaculata được ghi nhận tại Côn Đảo và quần đảo Trường Sa.
C. sexmaculata sống trên các rạn viền bờ, thường được tìm thấy gần hang hốc và khu vực có nhiều loài thủy sinh không xương sống phát triển như hải miên lớn hoặc san hô mềm, độ sâu khoảng từ 6 đến ít nhất là 150 m.

## Mô tả
Chiều dài cơ thể lớn nhất được ghi nhận ở C. sexmaculata là 50 cm. Loài này có màu đỏ cam, cơ thể phủ thưa các chấm màu xanh óng, nhưng dày đặc ở đầu và các vây (các vạch xanh còn có thể xuất hiện ở đầu). Dọc lưng có 4 vệt đen lan lên phần gốc vây lưng, mờ dần xuống dưới bụng, 2 vệt tương tự nhưng nhỏ hơn ở cuống đuôi. Vây ngực đỏ cam.
Số gai ở vây lưng: 9; Số tia vây ở vây lưng: 14–16; Số gai ở vây hậu môn: 3; Số tia vây ở vây hậu môn: 9; Số tia vây ở vây ngực: 16–18; Số vảy đường bên: 49–54.

## Phân loại
Trong một kết quả của phân tích phát sinh loài, cá mú son C. miniata có tổ tiên chung gần nhất với C. sexmaculata.

## Sinh học
Thức ăn của C. sexmaculata gồm những loài cá nhỏ hơn. Chúng hoạt động tích cực vào ban đêm ở vùng nước nông, trái lại ở vùng nước sâu, chúng hoạt động chủ yếu vào ban ngày.

## Thương mại
C. sexmaculata chủ yếu được đánh bắt trong nghề cá quy mô nhỏ, nhưng đôi khi cũng xuất hiện trong thương mại. Đây là một trong số ít các loài cá mú được xuất khẩu từ Maldives nhưng lại không thường thấy ở Hồng Kông, trung tâm toàn cầu của hoạt động thương mại cá thực phẩm.